# Challans-Gois Communauté
Die Challans-Gois Communauté (inoffiziell auch: Challans Gois Communauté) ist ein französischer Gemeindeverband mit der Rechtsform einer Communauté de communes im Département Vendée in der Region Pays de la Loire. Sie wurde am 9. Dezember 2016 gegründet und umfasst elf Gemeinden. Der Verwaltungssitz befindet sich im Ort Challans.

## Historische Entwicklung
Der Gemeindeverband entstand mit Wirkung vom 1. Januar 2017 durch die Fusion der Vorgängerorganisationen
- Communauté de communes du Pays du Gois und der
- Communauté de communes du Pays de Challans

sowie der Gemeinde Saint-Christophe-du-Ligneron, die von der aufgelösten Communauté de communes du Pays de Palluau zum hiesigen Verband wechselte.

## Mitgliedsgemeinden
| Gemeinde                     | Einwohner 1. Januar 2022 | Fläche km² | Dichte Einw./km² | Code INSEE | Postleitzahl |
| ---------------------------- | ------------------------ | ---------- | ---------------- | ---------- | ------------ |
| Beauvoir-sur-Mer             | 3.955                    | 35,19      | 112              | 85018      | 85230        |
| Bois-de-Céné                 | 2.215                    | 41,89      | 53               | 85024      | 85710        |
| Bouin                        | 2.169                    | 51,31      | 42               | 85029      | 85230        |
| Challans                     | 22.890                   | 64,84      | 353              | 85047      | 85300        |
| Châteauneuf                  | 1.144                    | 15,92      | 72               | 85062      | 85710        |
| Froidfond                    | 2.128                    | 21,51      | 99               | 85095      | 85300        |
| La Garnache                  | 5.413                    | 59,49      | 91               | 85096      | 85710        |
| Saint-Christophe-du-Ligneron | 2.653                    | 42,42      | 63               | 85204      | 85670        |
| Saint-Gervais                | 2.752                    | 41,90      | 66               | 85221      | 85230        |
| Saint-Urbain                 | 1.996                    | 16,39      | 122              | 85273      | 85230        |
| Sallertaine                  | 3.390                    | 49,45      | 69               | 85280      | 85300        |
| Challans-Gois Communauté     | 50.705                   | 440,31     | 115              | –          | –            |